# Polla de Tasmània
La polla de Tasmània (Tribonyx mortierii) és una espècie d'ocell de la família dels ràl·lids (Rallidae) que habita la vegetació de ribera de Tasmània. Sovint classificat al gènere Gallinula.